# Bodinho
Nílton Coelho da Costa, mais conhecido como Bodinho (Recife, 16 de julho de 1928 — Porto Alegre, 22 de setembro de 2007) foi um futebolista brasileiro que atuou como atacante.

## Biografia
Seu apelido vem da força da sua cabeceada, na maioria das vezes indefensáveis para os goleiros adversários. Atacante, começou a carreira no Íbis em 1943, transferindo-se para o Sampaio Corrêa no ano seguinte. Em 1945, Bodinho transferiu-se para o Flamengo, onde permaneceu até 1949.
O ano de 1950 marca a chegada de Bodinho no Rio Grande do Sul. Inicialmente, o jogador defendeu o Nacional de Porto Alegre, clube já extinto. Em 1951, por indicação do treinador Teté, Bodinho finalmente chega ao Internacional, clube onde jogaria até encerrar a carreira, em 1958.
No Colorado, Bodinho passaria por um dos melhores momentos de sua carreira. Conquistou cinco Campeonatos Gaúchos, sendo que em 1955 conseguiu a maior média de gols por partida do Campeonato: marcou 25 gols em 18 jogos (média de 1,4 gols por partida). Ao lado de Larry, formou uma das maiores duplas de atacantes do futebol gaúcho.
Bodinho ainda teve exitosa passagem pela Seleção Brasileira, onde conquistou o Campeonato Pan-Americano de 1956, na Cidade do México. Marcou três gols em cinco partidas. Bodinho faleceu em 2007, aos 79 anos, vítima de hepatite.

## Estatísticas
| Ano               | Clube             | Gols |
| ----------------- | ----------------- | ---- |
| 1945              | Íbis              | 2    |
| 1946              | Íbis              | 3    |
| Total             | Total             | 5    |
| 1947              | Sampaio Corrêa    | 11   |
| 1948              | Sampaio Corrêa    | 19   |
| Total             | Total             | 30   |
| 1949              | Flamengo          | 5    |
| Total             | Total             | 5    |
| 1950              | Nacional          | 3    |
| 1951              | Nacional          | 14   |
| Total             | Total             | 17   |
| 1952              | Internacional     | 27   |
| 1953              | Internacional     | 53   |
| 1954              | Internacional     | 39   |
| 1955              | Internacional     | 58   |
| 1956              | Internacional     | 11   |
| 1957              | Internacional     | 15   |
| 1958              | Internacional     | 28   |
| 1959              | Internacional     | 3    |
| Total             | Total             | 234  |
| 1959              | São José-RS       | 7    |
| 1960              | São José-RS       | 1    |
| 1961              | São José-RS       | 1    |
| Total             | Total             | 9    |
| Total na carreira | Total na carreira | 300  |

## Títulos
Flamengo
- Taça Fernando Loretti: 1945, 1946 e 1948
- Taça Fernando Loreti Junior: 1945, 1946 e 1948
- Torneio Inicio: 1946
- Troféu Cezar Aboud: 1948
- Troféu Embaixador Brasileira da Guatemala: 1949
- Troféu Comitê Olimpico Nacional da Guatemala: 1949

Nacional
- Torneio Inicio: 1950

Internacional
- Campeonato Citadino de Porto Alegre: 1951, 1952, 1953 e 1955
- Campeonato Gaúcho: 1951, 1952, 1953 e 1955
- Torneio Dia do Cronista: 1952
- Torneio Regis Pacheco(Quadrangular de Salvador): 1953
- Torneio de Inauguração do Estadio Olimpico: 1954

Seleção Brasileira
- Campeonato Pan-Americano: 1956